# Cadão (futebolista)
Ricardo Jerônimo, mais conhecido por Cadão (Três Rios, 30 de setembro de 1971) é um treinador e ex-futebolista brasileiro que atuava como zagueiro. É ídolo da torcida do Friburguense.
Aos 46 anos, foi o segundo jogador mais velho a atuar em uma partida no futebol carioca, e que esteve a mais tempo defendendo o mesmo clube.

## Carreira
Cadão deu os primeiros passos na carreira de futebolista na equipe mirim do Entrerriense, ainda como Ricardo Jerônimo. As atuações destacadas nas categorias de base do clube o levaram aos profissionais com apenas 18 anos de idade. "Sempre atuei como zagueiro, e em 1995 disputamos o Campeonato Carioca. O nosso time foi muito bem e começaram a surgir propostas de outras equipes”, lembra o jogador.
No total foram 398 jogos pelo Friburguense, sendo o segundo jogador a mais atuar, atrás apenas do lateral direito Sergio Gomes, com 420 jogos.
Além do Entrerriense, defendeu equipes como Cabofriense, Boavista (na época, ainda chamado de Barreira) e Goytacaz, todas do Rio de Janeiro,  jogou também pelo Bonsucesso de Minas Gerais no Campeonato Regional de 2008 e jogou até mesmo por um clube da Alemanha, o Osnabrück, por três meses. No entanto, foi na equipe do Friburguense que tornou-se conhecido. Desde 1998, o zagueiro só não disputou o Campeonato Carioca (não necessariamente na Primeira Divisão) em 2002, quando foi para o União São João.

## Aposentadoria
Em 18 de abril de 2018, aos 46 anos, e desde 1996 no Friburguense, Cadão confirmou que não retornará aos gramados para a disputa da Série B1 do Campeonato Carioca e está se aposentando do futebol dentro das quatro linhas, iniciando uma carreira, agora, de treinador pelo próprio Friburguense.

## Conquistas

### Como Jogador
Entrerriense
- Campeonato Carioca Série B: 1994

Friburguense
- Campeonato Carioca Série B: 1997
- Campeonato do Interior: 1998, 1999
- Seletiva para o Campeonato Carioca: 1998
- Troféu João Ellis Filho: 2009

### Como Treinador
Friburguense
- Campeonato Carioca Série B1: 2019

### Individuais
- 2001 - Eleito para a Seleção do Interior do Campeonato Carioca[6]

### Honrarias
- 2002 - Troféu "Professora Vera Lúcia Cintra" - 8a. Festa dos Melhores do Esporte em 2001, categoria jogador profissional[6]
- 2013 - Título de Sócio Honorário do Friburguense
- 2013 - Título de Cidadão de Nova Friburgo[4]